# Glad (katastrofa)
Glad kao katastrofa široko je rasprostranjena nestašica hrane koju može uzrokovati nekoliko faktora, uključujući: rat, inflaciju, neuspjeh usjeva, neravnoteža stanovništva ili vladina politika.
Ovu pojavu obično prati: regionalna neuhranjenost, gladovanje, epidemija i povećana smrtnost. Svaki naseljeni kontinent u svijetu doživio je razdoblje gladi tijekom povijesti. U 19. i 20. stoljeću, najviše je bila izložena masovnoj gladi jugoistočna i južna Azija, kao i istočna| i srednja Europa. Broj umrlih od gladi počeo je naglo opadati od 2000-ih.
Neke zemlje, posebno u Supsaharskoj Africi i dalje imaju ekstremne slučajeve gladi. Od 2010. godine Afrika je najteže pogođeni kontinent na svijetu. Godine 2017., Ujedinjeni narodi su upozorili da je više od 20 milijuna ljudi izloženo riziku od masovne gladi u Južnom Sudanu, Somaliji, Nigeriji i Jemenu. Na distribuciju hrane utjecali su regionalni sukobi. Većina programa sada usmjerava svoju pomoć prema Africi.
Prema humanitarnim kriterijima UN-a, čak i ako postoji nedostatak hrane s velikim brojem ljudi kojima nedostaje hrana, glad se proglašava tek kada se ispune određene mjere smrtnosti, neuhranjenosti i gladi. Kriteriji su:
- Najmanje 20% domaćinstava na nekom području suočava se s ekstremnim nedostatkom hrane s ograničenom sposobnošću da se izbori za hranu
- Prevalencija akutne neuhranjenosti kod djece prelazi 30%
- Stopa smrtnosti prelazi dvije osobe na 10,000 ljudi dnevno

Proglašenje gladi ne obavezuje UN ili zemlje članice, već služi za usmjeravanje globalne pažnje na problem.
Primjeri masovnih gladi u povijesti su: Holodomor, velika bengalska glad 1770., velika glad u Irskoj, veliki skok naprijed, masovna glad u Sjevernoj Koreji, glad u Kazahstanu 1931. – 1933. i dr.